# 바오로 6세 미사

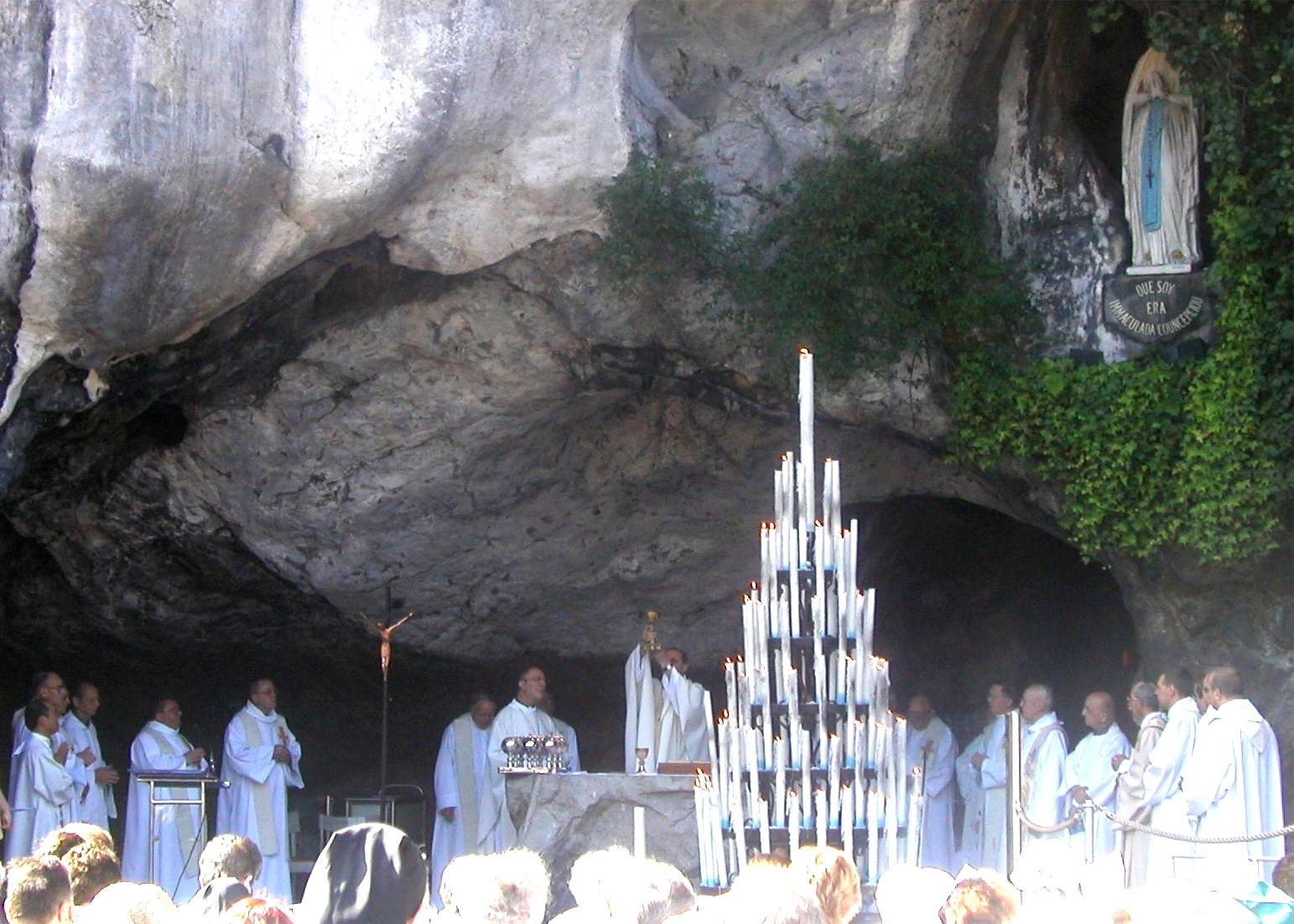

바오로 6세 미사는 기독교 전례 양식의 하나로, 제2차 바티칸 공의회 이후인 1969년에 교황 바오로 6세가 공표한 로마 전례 미사 양식이다. 현재 로마 전례 미사의 보편적인 양식으로 자리잡았다. ‘노부스 오르도(Novus Ordo)’, ‘일반 양식’, ‘새 미사 양식’이라고도 부른다.